# Niall Binns
Niall Binns (* 1965 in London) ist ein englischer Dichter.
Er studierte in Oxford, Santiago de Chile und Madrid, und hat auch in Paris und Coimbra gelebt.

## Ehrungen/Preis
- Premio de Poesía Villafranca del Bierzo, 1999
- Premio Internacional de Poesía Gabriel Celaya, 2002

## Werke (Poesie)
- 5 love songs (1999)
- Un vals en un montón de escombros: poesía hispanoamericana entre la modernidad y la postmodernidad (1999)
- Nicanor Parra (2000)
- La poesía de Jorge Teillier: la tragedia de los lares (2001)
- Tratado sobre los buitres (2002)
- Canciones bajo el muérdago (Madrid, 2003)
- ¿Callejón sin salida? La crisis ecológica en la poesía hispanoamericana (2004)
- La llamada de España. Escritores extranjeros en la guerra civil (2004)
- Oficio de carroñero (Caracas, 2006)
- Voluntarios con gafas. Escritores extranjeros en la guerra civil (2009)
- Tratado sobre los buitres (Santiago de Chile, 2011)

## Essay
- Un vals en un montón de escombros: poesía hispanoamericana entre la modernidad y la postmodernidad (1999)
- Nicanor Parra (2000)
- La poesía de Jorge Teillier: la tragedia de los lares (2001)
- ¿Callejón sin salida? La crisis ecológica en la poesía hispanoamericana (2004)
- La llamada de España. Escritores extranjeros en la guerra civil (2004)
- Voluntarios con gafas. Escritores extranjeros en la guerra civil (2009).

## Quelle
1. ↑  http://www.ucm.es/BUCM/escritores/niall_binns/